# Jerry Holan
Gerald Ray „Jerry“ Holan (* 27. Mai 1931 in Westchester, Illinois; † 23. Juli 2022 in Carol Stream) war ein US-amerikanischer Schwimmer.

## Leben
Jerry Holan besuchte die Proviso Township High School in Maywood, Illinois und wurde 1949 National High School Champion über 100 Yards-Brustschwimmen. Später besuchte er das College an der Iowa State University, welches er jedoch nach zwei Wochen verließ und studierte später an der Ohio State University. Anfang der 1950er Jahre konnte er mehrere Titel bei der Big Ten Conference, der NCCA sowie bei der Amateur Athletic Union gewinnen. Bei den Olympiatrials der Vereinigten Staaten wurde er über 200 Meter Brust Zweiter hinter Bowen Stassforth und nahm somit an den Olympischen Sommerspielen 1952 teil. Im Wettkampf über 200 m Brust konnte er in seinem Vorlauf mit einer Zeit von 2:36,8 min einen neuen olympischen Rekord aufstellen. Im Halbfinale verpasste er knapp das Finale und wurde im Endklassement Neunter.
Nach seinem Abschluss in Betriebswirtschaft an der Ohio State University begann Holan bei der Bell Telephone Company zu arbeiten. Als Artillerieoffizier diente er bei der United States Army im Koreakrieg.